# 兵庫県庁
兵庫県庁（ひょうごけんちょう、英: Hyogo Prefectural Government）は、地方公共団体である兵庫県の行政機関。
本庁舎は神戸市中央区に所在する。

## 沿革
- 1868年5月23日 - 兵庫裁判所を廃止し、兵庫県を設置。
- 1871年7月14日 - 第1次府県統合により摂津国西部の3県が統合され、改めて兵庫県が発足。
- 1876年8月21日 - 第2次府県統合により兵庫県・飾磨県が統合され、改めて兵庫県が発足。豊岡県より但馬国および丹波国氷上郡・多紀郡を、名東県より淡路島全域を移管され現在の県域が確定。
- 1945年 - 神戸大空襲により県庁が焼失。県立第一神戸高等女学校の建物などに機能移転。
- 1947年6月11日 - 昭和天皇が県庁（第一神戸高等女学校）に行幸（昭和天皇の戦後巡幸）[2]。

## 組織
知事
- 副知事
  - 知事部局
技監
防災監
副防災監 
    - 総務部
      - 総務課
      - 秘書広報室
        - 秘書課
        - 広報広聴課

      - 市町村振興課
      - 教育課
      - 法務文書課
      - 職員局
        - 人事課
        - 職員課
        - 管財課

      - 元町プロジェクト室
        - 元町再開発課

    - 企画部
      - 総務課
      - 総合政策課
      - 広域調整課
      - 計画課
      - 地域振興課
      - SDGs推進課
      - 万博推進局
        - 万博推進課

      - 情報戦略監
        - 情報政策課
        - デジタル改革課
        - 統計課

    - 財務部
      - 総務課
      - 財政課
      - 税務課
      - 県政改革課

    - 県民生活部
      - 人権参事
      - 総務課
      - 県民躍動課
      - 芸術文化課
      - くらし安全課
      - 男女青少年課
      - スポーツ振興課

    - 危機管理部
      - 総務課
      - 防災支援課
      - 災害対策課
      - 消防保安課

    - 福祉部
      - 総務課
      - 地域福祉課
      - 国保医療課
      - 高齢政策課
      - こども政策課
      - 児童課
      - 障害福祉課
      - ユニバーサル推進課

    - 健康医療部
      - 参事
      - 総務課
      - 医務課
      - 健康推進課
      - 薬務課
      - 感染症等対策室
        - 感染症対策課
        - 疾病対策課

    - 産業労働部
      - 総務課
      - 地域経済課
      - 地域産業立地課
      - 新産業課
      - 労政福祉課
      - 能力開発課
      - 国際局
        - 国際課

      - 観光局
        - 観光振興課

    - 農林水産部
      - 総務課
      - 総合農政課
      - 農業経営課
      - 流通戦略課
      - 農林経済課
      - 農業改良課
      - 農地整備課
      - 農産園芸課
      - 畜産課
      - 林務課
      - 治山課
      - 水産漁港課

    - 環境部
      - 総務課
      - 環境政策課
      - 自然鳥獣共生課
      - 水大気課
      - 環境整備課

    - 土木部
      - 総務課
      - 契約管理課
      - 用地課
      - 交通政策課
      - 空港政策課
      - 技術企画課
      - 道路企画課
      - 道路街路課
      - 道路保全課
      - 河川整備課
      - 総合治水課
      - 砂防課
      - 下水道課
      - 港湾課

    - まちづくり部
      - 総務課
      - 都市政策課
      - 都市計画課
      - 参事
      - 公園緑地課
      - 住宅政策課
      - 公営住宅整備課
      - 公営住宅管理課
      - 建築指導課
      - 営繕課
      - 設備課

  - 会計管理者
    - 出納局
      - 会計課
      - 審査・指導課
      - 管理課
      - 工事検査室

  - 公営企業管理者
    - 企業庁
      - 総務課
      - 水道課
      - 企業誘致課
      - 分譲推進課
      - 地域整備振興課

  - 病院事業管理者
    - 病院局
      - 企画課
      - 管理課
      - 経営課
      - 県立病院（塚口病院、西宮病院、尼崎病院、淡路病院、柏原病院、光風病院、こども病院、がんセンター、加古川医療センター、姫路循環器病センター）

  - 行政委員会
    - 教育委員会
      - 事務局
        - 総務課
        - 教育企画課
        - 財務課
        - 教職員課
        - 学事課
        - 福利厚生課
        - 義務教育課
        - 特別支援教育課
        - 高校教育課
        - 人権教育課
        - 社会教育課
        - 文化財課
        - 体育保健課

    - 選挙管理委員会
    - 監査委員
      - 事務局
        - 監査第1課
        - 監査第2課

    - 人事委員会
      - 事務局
        - 任用課
        - 給与課

    - 労働委員会
      - 事務局
        - 総務調整課
        - 審査課

    - 収用委員会
      - 事務局

    - 瀬戸内海海区漁業調整委員会
      - 事務局

    - 但馬海区漁業調整委員会
      - 事務局

    - 内水面漁場管理委員会
    - 公安委員会
      - 警察本部

## 県民局

兵庫県県民局及び県民センターの管轄区域図。点線は旧・摂津国、丹波国、播磨国、但馬国、淡路国、備前国、美作国の国境（幕末期）。
1.□神戸県民センター
2.■阪神南県民センター
3.■阪神北県民局
4.■東播磨県民局
5.■北播磨県民局
6.■中播磨県民センター
7.■西播磨県民局
8.■但馬県民局
9.■丹波県民局
10.■淡路県民局

兵庫県は、地域ごとに総合出先機関として7県民局および県から多くの権限が委譲されている政令指定都市・中核市を含む地域に3センターを設置している。県民局および県民センターには、県税・保健福祉・県土整備などの部門が設けられている。
県民局
- 阪神北県民局（宝塚市）
- 東播磨県民局（加古川市）
- 北播磨県民局（加東市）
- 西播磨県民局（赤穂郡上郡町）
- 但馬県民局（豊岡市）
- 丹波県民局（丹波市）
- 淡路県民局（洲本市）

県民センター
- 神戸県民センター（神戸市中央区）
- 阪神南県民センター（尼崎市）
- 中播磨県民センター（姫路市）